# Challenger de Murcia 2024
El torneo Murcia Open 2024, denominado por razones de patrocinio Costa Cálida Region de Murcia fue un torneo de tenis perteneció al ATP Challenger Tour 2024 en la categoría Challenger 75. Se trató de la 5.ª edición; el torneo tuvo lugar en la ciudad de Murcia (España), desde el 18 hasta el 24 de marzo de 2024 sobre pista de tierra batida al aire libre.

## Jugadores participantes del cuadro de individuales
| Favorito | País                        | Jugador              | Rank1 | Posición en el torneo |
| -------- | --------------------------- | -------------------- | ----- | --------------------- |
| 1        | Bandera de España           | Albert Ramos Viñolas | 102   | Semifinales           |
| 2        | Bandera de Francia          | Richard Gasquet      | 118   | Cuartos de final      |
| 3        | Bandera de Francia          | Grégoire Barrère     | 121   | Segunda ronda         |
| 4        | Bandera de los Países Bajos | Jesper de Jong       | 137   | Primera ronda         |
| 5        | Bandera de Moldavia         | Radu Albot           | 152   | Cuartos de final      |
| 6        | Bandera de España           | Pablo Llamas Ruiz    | 153   | Semifinales           |
| 7        | Bandera de Italia           | Andrea Pellegrino    | 157   | Segunda ronda         |
| 8        | Bandera de Italia           | Stefano Napolitano   | 163   | Primera ronda         |
| 9        | Bandera de Portugal         | Henrique Rocha       | 220   | CAMPEÓN               |
| 10       | Bandera de Georgia          | Nikoloz Basilashvili | 1086  | Final                 |

- 1 Se ha tomado en cuenta el ranking del 4 de marzo de 2024.

### Otros participantes
Los siguientes jugadores recibieron una invitación (wild card), por lo tanto ingresan directamente al cuadro principal (WC):
- Javier Barranco Cosano
- Daniel Mérida
- Nikolás Sánchez Izquierdo

Los siguientes jugadores ingresan al cuadro principal tras disputar el cuadro clasificatorio (Q):
- Nicolás Álvarez Varona
- Nikoloz Basilashvili
- Gastão Elias
- Nicola Kuhn
- Carlos Taberner
- Samuel Vincent Ruggeri

## Campeones

### Individual Masculino
- Henrique Rocha derrotó en la final a  Nikoloz Basilashvili por 3–6, 7–6(0), 7–5

### Dobles Masculino
- Théo Arribagé /  Victor Vlad Cornea derrotaron en la final a  Arjun Kadhe /  Jeevan Nedunchezhiyan por 7–5, 6–1